# Michael von Newlinski (Schauspieler)
Michael Franz Karl Ritter von Newlinski, auch Michael von Newlinsky (* 21. Juni 1891 in Wien, Österreich-Ungarn; † 14. August 1964 in West-Berlin) war ein österreichischer Schauspieler.

## Leben
Der Sohn eines Journalisten war nach dem Abitur zunächst Angestellter in einer chemischen Fabrik. Ab 1914 nahm er vier Jahre am Ersten Weltkrieg teil. Zuletzt Oberleutnant der Reserve, begann er seine künstlerische Laufbahn nach Kriegsende als Tänzer und Akrobat in Varietés.
Im Alter von 36 Jahren erhielt er seine erste Filmrolle. Bis zum Ende des Zweiten Weltkrieges stand er beim deutschen Film in zahlreichen, meist ziemlich kleinen Nebenrollen vor der Kamera. Nach dem Krieg arbeitete er vorwiegend für den Rundfunk beim RIAS und NWDR sowie als Conférencier.

## Filmografie
- 1928: Die Republik der Backfische
- 1928: Vom Täter fehlt jede Spur
- 1929: Der Bund der Drei
- 1929: Die Büchse der Pandora
- 1929: Katharina Knie
- 1929: Vererbte Triebe
- 1929: Wer wird denn weinen, wenn man auseinandergeht
- 1929: Die wunderbare Lüge der Nina Petrowna
- 1929: Tagebuch einer Verlorenen
- 1929: Manolescu
- 1929: Mein Herz ist eine Jazzband
- 1929: Ludwig der Zweite, König von Bayern
- 1929: Wenn Du einmal Dein Herz verschenkst
- 1930: Der Sohn der weißen Berge
- 1930: Moral um Mitternacht
- 1930: Les chevaliers de la montagne
- 1930: Zwei Welten (Two Worlds)
- 1931: Gassenhauer
- 1931: Ihre Hoheit befiehlt
- 1931: Kinder des Glücks
- 1931: Der kleine Seitensprung
- 1931: Der Fall des Generalstabs-Oberst Redl
- 1931: 1914, die letzten Tage vor dem Weltbrand
- 1931: Berge in Flammen
- 1931: Der Zinker
- 1931: Elisabeth von Österreich
- 1932: Ein steinreicher Mann
- 1932: Unheimliche Geschichten
- 1932: Die unsichtbare Front
- 1932: Der Orlow
- 1932: Die Vier vom Bob 13
- 1932: Marschall Vorwärts
- 1932: Mirages de Paris
- 1932: Der Glückszylinder
- 1932: Großstadtnacht
- 1933: Liebelei
- 1933: Ein Lied geht um die Welt
- 1933: Das Testament des Dr. Mabuse
- 1933: Drei Kaiserjäger
- 1933: Der indische Diamant
- 1933: Kind, ich freu’ mich auf Dein Kommen
- 1933: Keine Angst vor Liebe
- 1934: Abschiedswalzer
- 1934: Eine Frau, die weiß, was sie will
- 1934: Die Liebe und die erste Eisenbahn
- 1934: Die Spork’schen Jäger
- 1934: Ihr größter Erfolg
- 1934: Abenteuer im Südexpreß
- 1934: Der Doppelgänger
- 1934: Zu Straßburg auf der Schanz’
- 1934: Da stimmt was nicht
- 1935: Petersburger Nächte. Walzer an der Newa
- 1935: Der rote Reiter
- 1935: Artisten
- 1935: Barcarole
- 1935: Ich war Jack Mortimer
- 1935: Winternachtstraum
- 1935: Der Mann mit der Pranke
- 1935: Eine Nacht an der Donau
- 1936: Stärker als Paragraphen
- 1936: Der Abenteurer von Paris
- 1936: Inkognito
- 1936: Ein Mädel vom Ballett
- 1936: Der Kaiser von Kalifornien
- 1936: Unter heißem Himmel
- 1936: Kinderarzt Dr. Engel
- 1936: Ritt in die Freiheit
- 1937: Der Hund von Baskerville
- 1937: Daphne und der Diplomat
- 1937: Unter Ausschluß der Öffentlichkeit
- 1937: Karussell
- 1937: Gordian, der Tyrann
- 1937: Gabriele: eins, zwei, drei
- 1937: Togger
- 1937: Die Fledermaus
- 1937: Gefährliches Spiel
- 1937: Der Mustergatte
- 1937: Ein Volksfeind
- 1937: Mädchen für alles
- 1938: Capriccio
- 1938: Rote Orchideen
- 1938: Silvesternacht am Alexanderplatz
- 1938: Tanz auf dem Vulkan
- 1938: Der nackte Spatz
- 1938: Verklungene Melodie
- 1938: Menschen, Tiere, Sensationen
- 1938: Revolutionshochzeit
- 1938: Schüsse in Kabine 7
- 1938: Spiel im Sommerwind
- 1938: Der Tag nach der Scheidung
- 1938: Ziel in den Wolken
- 1938: Es leuchten die Sterne
- 1938: Kautschuk
- 1938/50: Preußische Liebesgeschichte
- 1939: Hurra! Ich bin Papa!
- 1939: Menschen vom Varieté
- 1939: Kitty und die Weltkonferenz
- 1940: Falschmünzer
- 1940: Die letzte Runde
- 1940: Kora Terry
- 1940: Traummusik
- 1940/42: Der große König
- 1941: Der Weg ins Freie
- 1941: Friedemann Bach
- 1941: Stukas
- 1942: Rembrandt
- 1942: Anuschka
- 1942: Geliebte Welt
- 1943: Ein Mann mit Grundsätzen?
- 1943: Tonelli
- 1945: Der Mann im Sattel (UA: 2000)
- 1945: Die Jahre vergehen
- 1951: Schwarze Augen
- 1952: Der bunte Traum
- 1952: Geheimakten Solvay
- 1953: Die Unbesiegbaren
- 1953: Anna Susanna